# USS Strong (DD-467)
USS Strong (DD-467) byl americký torpédoborec třídy Fletcher. Torpédoborec postavila loděnice Bath Iron Works v Bathu v americkém státě Maine. Konec necelý rok trvající kariéry lodi znamenalo její nasazení u Guadalcanalu.
Strong byl potopen 6. července 1943 při setkání amerického svazu TG 36.1 kontradmirála Ainswortha (tři lehké křižníky a devět torpédoborců) s „Tokijským expresem“, složeným z torpédoborců Júnagi, Niizuki (jediný vybavený radarem) a Nagacuki. Japonci se sice do boje nezapojili a raději před přesilou ustoupili, nejdříve však ze značné vzdálenosti vypustili celkem 14 torpéd. V 0:49 Strong doprostřed pravoboku zasáhlo jedno z jimi vypuštěných „dlouhých kopí“. Potopil se během půl hodiny při ztrátě 46 mužů.

## Vrak
6. února 2019 byl vrak torpédoborce Strong objeven výzkumnou lodí R/V Petrel v hloubce téměř 1000 stop (~ 305 m).